# یادرین
شهر یادرین (به روسی: Ядрин) در کشور روسیه و در جمهوری چواشستان واقع شده‌است.